# Liste de musiciens de blues par style
Une liste non exhaustive de groupes de blues classés par genre.

## Blues traditionnel
Slim Harpo
- Texas Alexander
- Kokomo Arnold
- Barbecue Bob
- Scrapper Blackwell
- Blind Blake
- Ishman Bracey
- Big Bill Broonzy
- Sleepy John Estes
- Cousin Joe
- Leroy Carr
- Roscoe Chenier
- Honeyboy Edwards
- Saint Louis Jimmy
- Robert Johnson
- Tommy Johnson
- Charley Jordan
- Leadbelly
- Louisiana Red
- Mance Lipscomb
- Tommy McClennan
- Mighty Sam McClain
- « Mississippi » Fred McDowell
- Blind Willie McTell
- Memphis Minnie
- Little Brother Montgomery
- Charley Patton
- Jimmie Rodgers
- Mississippi Sheiks
- Sunnyland Slim
- Sonny Terry
- Bukka White
- Big Joe Williams
- Sonny Boy Williamson I

## Delta blues
- Roosevelt « Booba » Barnes
- Ishman Bracey
- Willie Brown
- R. L. Burnside
- Sam Chatmon
- James Cotton
- John Lee Hooker
- Son House
- Mississippi John Hurt
- Skip James
- Robert Johnson
- Tommy Johnson
- Paul Jones
- Robert Lockwood Jr.
- Tommy McClennan
- « Mississippi » Fred McDowell
- John Mooney
- Louis Myers
- Charley Patton
- Paul Pena
- Johnny Shines
- Sunnyland Slim
- Hound Dog Taylor
- Bukka White
- Big Joe Williams
- Elmo Williams
- Muddy Waters
- Elmore James

## Kansas City blues
- Jay McShann
- Johnny Shines
- Big Joe Turner

## Chicago blues
- Willie Dixon
- Fred Below
- Hubert Sumlin
- Luther Snake Boy Johnson
- Pinetop Perkins
- Otis Spann
- Memphis Slim
- James Cotton
- Carey Bell
- Billy Branch
- Charlie Musselwhite
- Luther Allison
- Billy Boy Arnold
- Billy Branch
- Doctor Clayton
- Eddy Clearwater
- Willie Cobbs
- Bo Diddley
- Sleepy John Estes
- Deitra Farr
- Jazz Gillum
- Buddy Guy
- Howlin' Wolf
- Elmore James
- Luther Johnson
- Earl Hooker
- John Lee Hooker
- Big Walter Horton
- J.B. Hutto
- Vance Kelly
- Albert King
- Freddie King
- Lil' Ed
- Johnny B. Moore
- Louis Myers
- Robert Nighthawk
- Hammie Nixon
- Yank Rachell
- Tampa Red
- Jimmy Rogers
- Buddy Scott
- Barkin' Bill Smith
- Sunnyland Slim
- Hound Dog Taylor
- Maurice John Vaughn
- Muddy Waters
- T-Bone Walker
- Little Walter
- John Watkins
- Junior Wells
- Sonny Boy Williamson I
- Sonny Boy Williamson II

## Memphis blues
- BB King
- Bo Carter
- Frank Stokes
- Furry Lewis
- Sleepy John Estes
- Albert King
- Little Milton
- Memphis Minnie

## Texas blues
- T-Bone Walker
- Texas Alexander
- Mance Lipscomb
- Scott H. Biram
- Albert Collins
- Pee Wee Crayton
- Lightnin' Hopkins
- Big Mama Thornton
- Lil' Son Jackson
- Blind Lemon Jefferson
- Blind Willie Johnson
- Delbert McClinton
- Tutu Jones
- Sonny Rhodes
- Louis Charles Robinson
- Sonny Terry
- Stevie Ray Vaughan
- Freddie King
- ZZ Top

## New York blues
- Popa Chubby
- Larry Davis
- Bill Perry

## Blues moderne (après 1950)
- Carey Bell
- Bjørn Berge
- Eric Bibb
- Bobby Blue Bland
- Joe Bonamassa
- Billy Branch
- The Blues Brothers
- Clarence Gatemouth Brown
- R. L. Burnside
- J.J. Cale
- Eric Clapton
- Albert Collins
- James Cotton
- Robert Cray
- Jimmy Dawkins
- Edwin Denninger
- Willie Dixon
- Snooks Eaglin
- Ruthie Foster
- Lowell Fulson
- Rory Gallagher
- Peter Green
- Slim Harpo
- Screamin' Jay Hawkins
- Jimi Hendrix
- Cisco Herzhaft
- Long John Hunter
- John Jackson
- Etta James
- Luther Johnson Jr.
- Peggy Jones
- Tutu Jones
- Albert King
- B. B. King
- Freddie King
- Jonny Lang
- Hugh Laurie
- Professor Longhair
- Taj Mahal
- Wolf Mail
- J.J. Malone
- Harry Manx
- Larry McCray
- Little Milton
- Keb' Mo'
- John Mooney
- Bobby Parker
- Lucky Peterson
- Roy Roberts
- Jimmy Rogers
- Sherman Robertson
- Bobby Rush
- Magic Sam
- Seasick Steve
- Kenny Wayne Shepherd
- Rockin' Sidney
- Guitar Slim
- Memphis Slim
- Koko Taylor
- Rufus Thomas
- Big Mama Thornton
- George Thorogood
- Stevie Ray Vaughan
- Johnny « Guitar » Watson
- Albert White
- Johnny Winter
- Canned Heat
- Janis Joplin
- The Doors
- Paul Butterfield
- Elvin Bishop

## British blues
- Humble Pie
- Chicken Shack
- Cream
- Cyril Davies
- Fleetwood Mac
- Joe Cocker
- Rory Gallagher
- Eric Clapton
- Peter Green
- The Groundhogs
- John Mayall & the Bluesbreakers
- Jethro Tull
- Alexis Korner
- The Rolling Stones
- Savoy Brown
- Ten Years After
- Stan Webb
- Van Morrison
- The Yardbirds
- The Animals

## Blues français
- Alexx & Mooonshiners
- Nina Attal
- Rod Barthet
- Daniel Blanc
- Benoit Blue Boy
- Fred Chapellier
- Bill Deraime
- Charlie Fabert
- Fred and the Healers
- Jean-Pierre Froidebise
- Manu Galvin
- Cisco Herzhaft
- Moh Kouyaté
- Lazy Buddies
- Mike Lécuyer
- Malted Milk
- Jean-Jacques Milteau
- Charles Pasi
- Paul Personne
- Stringers in The Night
- Greg Szlapczynski
- Roland Tchakounté
- Eric Ter
- Patrick Verbeke
- Slawek Wojnarowski
- Jean-Marc Henaux
- Jack Bon
- Théo Charaf

Mr Tchang . Alain Giroux

## Blues québécois
- Boom Desjardins
- Offenbach
- Guy Bélanger (harmoniciste)

## Bluescadien
- Fernest Arceneaux
- Tab Benoit
- Buckwheat
- Boozoo Chavis
- Clifton Chenier
- C.J. Chenier
- Beau Jocque
- Rockin' Dopsie
- Joe Walker

## Blues d'autres pays

### Blues africain
- Mamoutou Camara
- Roland Tchakounté
- Tinariwen
- Ali Farka Touré
- Boubacar Traoré
- Lobi Traoré

### Blues belge
- Tiny Legs Tim

### Blues suisse
- Bonny B.